# لوكاس جاكوبتيك
لوكاس جاكوبتيك (بالألمانية: Lucas Jakubczyk) مواليد 28 أبريل 1985 في بلاوين، ألمانيا الشرقية، هو عداء ألماني متخصص في سباق 100 متر. مثل بلاده في الأولمبياد.

## الميداليات
| الميدالية | المسابقة                       |
| --------- | ------------------------------ |
| فضية      | بطولة أوروبا لألعاب القوى 2012 |
| فضية      | بطولة أوروبا لألعاب القوى 2014 |

## روابط خارجية
- لوكاس جاكوبتيك على موقع الاتحاد الدولي لألعاب القوى (الإنجليزية)
- لوكاس جاكوبتيك على موقع الدوري الماسي (الإنجليزية)
- لوكاس جاكوبتيك على موقع أوليمبيديا (الإنجليزية)
- لوكاس جاكوبتيك على موقع اللجنة الأولمبية الألمانية (الألمانية)